# Embraer STOUT
Embraer STOUT (Short Take Off Utility Transport) – projekt brazylijskiego samolotu transportowego o cechach STOL, przeznaczonego dla Brazylijskich Sił Powietrznych.

## Historia
Brazylijskie Siły Powietrzne stanęły przed potrzebą wymiany floty samolotów Embraer EMB 110 Bandeirante i Embraer 120 Brasilia. Średnia wieku pierwszego  z wymienionych typów znajdujących się służbie, pod koniec drugiej dekady XXI wieku wynosiła 40 lat, z kolei drugiego samolotu 29 lat. Siły powietrzne zleciły opracowanie następcy obydwu typów krajowemu producentowi lotniczemu, firmie Embraer. W grudniu 2019 roku obydwa podmioty podpisały list intencyjny, mający być początkiem prac nad nową konstrukcją. Ogólny, wstępny projekt maszyny został po raz pierwszy zaprezentowany 13 listopada 2020 roku. Konstrukcja charakteryzowała się możliwością operowania z nieutwardzonych pasów startowych, lotnisk o ubogiej infrastrukturze, zdolnością do krótkiego startu i lądowania. Podstawowe wymiary maszyn miały być podobne do modeli EMB 110 i 120. Nowością miał być rodzaj zastosowanego napędu. Embraer postawił na napęd hybrydowy. Samolot miał posiadać dwa silniki turbośmigłowe umieszczone klasycznie w gondolach silnikowych zawieszonych na skrzydłach po obu stronach kadłuba. Jednostki miały napędzać śmigła oraz generatory prądu, te z kolei dostarczały energię do dwóch silników elektrycznych, każdy z nich umieszczony byłby na końcach skrzydeł. Nowa konstrukcja miała być górnopłatem, z chowanym podwoziem z przednim poparciem i usterzeniem w kształcie litery T. Samolo byłby zdolny do przewozu trzech ton ładunku na swoim pokładzie lub 24 spadochroniarzy lub 30 piechurów. Z tyłu kadłuba miała się znajdować klasyczna rampa ładunkowa.
Z powodu pandemii COVID-19, Brazylia stanęła w obliczu kryzysu humanitarnego jak również ekonomicznego, który zmusił kraj do redukcji wydatków. Ofiarą cięż budżetowych padły również wydatki wojskowe. 26 maja 2021 roku służby prasowe brazylijskich sił powietrznych poinformowały, iż zredukowano zamówienie na sztandarowy wojskowy projekt Embraera, transportowiec Embraer KC-390. Ofiarą redukcji padł również projekt STOUT. Brazylijskie siły powietrzne zrezygnowały z kontynuowania projektu STOUT. Zamiast niego, podjęto decyzje o zakupie amerykańskiego samolotu Cessna 408 SkyCourier. 
Embraer producent utraciwszy głównego odbiorcę, zawiesił projekt nie rezygnując jednak z niego zupełnie. Trwają poszukiwania ewentualnych partnerów, których wsparcie finansowe pozwoliłoby dokończyć program budowy. Brazylijska firma poszukuje klientów cywilnych, obsługujących przewozy regionalne. 